# Ољшавце
Ољшавце (слч. Oľšavce) насељено је мјесто са административним статусом сеоске општине (слч. obec) у округу Бардјејов, у Прешовском крају, Словачка Република.

## Становништво
| Година:    | 1994. | 2004.   | 2014.   | 2024.    |
| ---------- | ----- | ------- | ------- | -------- |
| Број људи: | 171   | 166     | 181     | 159      |
| Разлика:   |       | -2,92 % | +9,03 % | -12,15 % |

| Година:    | 2023. | 2024.   |
| ---------- | ----- | ------- |
| Број људи: | 158   | 159     |
| Разлика:   |       | +0,63 % |

Према подацима о броју становника из 2024. године насеље је имало 159 становника.